# Lebia decolor
Lebia decolor är en skalbaggsart som beskrevs av Bates. Lebia decolor ingår i släktet Lebia och familjen jordlöpare. Inga underarter finns listade i Catalogue of Life.